# Catherine Nakalembe

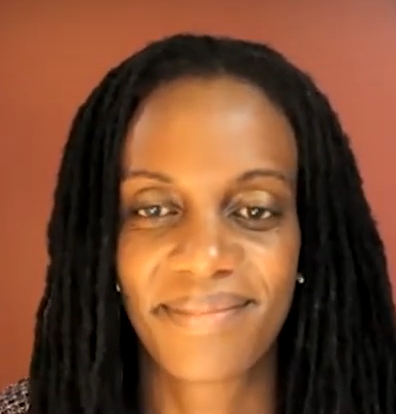
Catherine Nakalembe (2020)

Catherine Lilian Nakalembe (* in Kampala) ist eine ugandische Geowissenschaftlerin und Fernerkundungsforscherin. Sie arbeitet am Department of Geographical Sciences der University of Maryland, leitet das Afrika-Programm von NASA Harvest und arbeitet im NASA-SERVIR Applied Sciences Team. Für ihre Beiträge zur Nutzung von Erdbeobachtung für Landwirtschaft und Ernährungssicherheit erhielt sie bedeutende internationale Preise, darunter den Africa Food Prize (2020), den GEO Individual Excellence Award (2019) sowie Ugandas Golden-Jubilee-Medaille (2025).

## Leben
Nakalembe wuchs in Kampala (Uganda) auf. Nach einem Bachelor in Umweltwissenschaften an der Makerere University (2007) absolvierte sie ein Masterstudium in Geography and Environmental Engineering an der Johns Hopkins University (2009) und promovierte anschließend in Geographical Sciences an der University of Maryland. Während ihrer Ausbildung und frühen Laufbahn entdeckte sie die Fernerkundung als Werkzeug zur Analyse von Dürre, Landnutzung und Landwirtschaft in Ostafrika.

## Wirken
Nakalembe forscht an der Entwicklung und Anwendung von Satelliten-Fernerkundung und maschinellem Lernen für die Überwachung kleinbäuerlicher Landwirtschaft, Ernte- und Dürre-Frühwarnsysteme sowie für humanitäre Anwendungen in Afrika. Als Afrika-Programmleiterin von NASA Harvest koordiniert sie Projekte zur Ertrags- und Anbauflächenbeobachtung, arbeitet mit Ministerien und Regionalorganisationen zusammen und baut Kapazitäten zur Nutzung von Erdbeobachtungsdaten auf. Ihre Arbeiten flossen in Programme zum Katastrophenrisikomanagement (u. a. in Nordost-Uganda/Karamoja) ein und unterstützen evidenzbasierte Entscheidungen in der Agrarpolitik.
Für ihre wissenschaftlichen Beiträge und die Umsetzung in der Praxis wurde Nakalembe vielfach geehrt. 2019 erhielt sie als eine der ersten Preisträgerinnen den GEO Individual Excellence Award des internationalen Erdbeobachtungs-Netzwerks GEO. 2020 wurde sie gemeinsam mit dem Bodenwissenschaftler André Bationo mit dem Africa Food Prize ausgezeichnet. 2024 zeichnete sie die Kuwait Foundation for the Advancement of Sciences mit dem Al-Sumait Prize for African Development (Kategorie Food Security) aus. 2025 erhielt sie Ugandas Golden-Jubilee-Medaille – die höchste zivile Auszeichnung des Landes – für ihre Verdienste um Ernährungssicherheit.